# Sztárok a reptéren
A Sztárok a reptéren a TV2 2023. január 8-án indult reptéri reality műsora, amelyben ismert hírességeket láthatunk a reptéren dolgozni.
Eleinte vasárnap délelőttönként volt látható, majd egy évvel a bemutatása után már főműsoridőben volt látható. A műsorvezető Szabó András (Csuti) volt.

## Története
2022. december 1-jén a ReklámInvázió blog cikke szerint bejelentette, hogy a TV2 2023 januárjában új, sztárokkal foglalkozó reptéri magazint indit a csatorna. A műsor első évadát 2022 decemberének végén jelentették be, ekkor még heti magazinműsorként jelentkezett. A második évadát 2023. december 20-án jelentették be, ugyanakkor egy évvel a bemutatása után főműsoridőként sugárzott.

## A műsor menete
A műsor célja az, hogy a munkanap végén minél több kilométert gyűjtsenek a versenyzők, amelyek a fődíj, egy álomutazás távolságát határozzák meg. A munkavégzés nem csak a kilométerek gyűjtése miatt fontos, hiszen az aktuális napon szorgalmasabban dolgozó csapat jutalomban is részesül. A jutalmuk pedig nem más, mint hogy a repülőtér szállodájában éjszakázhatnak kényelmes körülmények közt, míg a vesztes csapatnak a terminálon kell aludnia. A műsor készítői minden ismert szereplő számára igyekeztek a több, mint száz repülőtéri munkakörből olyat találni, amivel valódi kihívások elé állítják őket. A szándék az volt, hogy a versenyzőknek egyedi és érdekes feladatokat válasszanak ki, hogy ezen keresztül bemutathassák a repülőtéri szakmák sokszínű és izgalmas világát.

## Évadok
| Évad | Évad | Részek száma | Részek száma | Eredeti sugárzás | Eredeti sugárzás  | Eredeti adó |
| Évad | Évad | Részek száma | Részek száma | Évadbemutató     | Évadzáró          | Eredeti adó |
| ---- | ---- | ------------ | ------------ | ---------------- | ----------------- | ----------- |
|      | 1.   | 12           | 12           | 2023. január 8.  | 2023. március 26. |             |
|      | 2.   | 10           | 10           | 2024. január 8.  | 2024. január 19.  |             |

### Szereplők
| Évad | Szereplők |
| ---- | --- |
| 1.   | Cooky, Szécsi Debóra, Korda György, Balázs Klári, Polgár Árpád, Polgár Tünde, Szandi, Bogdán Csaba, Nyertes Zsuzsa, Danny Blue, Ember Márk, Veréb Tamás, Pápai Joci, Köllő Babett, Demcsák Zsuzsa, Gáspár Zsolt, Csonka András, Keleti Andrea, Zoltán Erika, Kátai Róbert, Gáspár Bea, Gáspár Evelin, Erdélyi Mónika, Judy, Bárdosi Sándor, Növényi Norbert, Oszvald Marika, Peller Károly, Kautzky Armand, Pikali Gerda, Varga Győző, Kandász Andrea, Győrfi Pál, Sütő Enikő, Zalatnay Sarolta, DR BRS, Varga Viktor, Szorcsik Viktória, Fásy Ádám, Fásy Zsüliett, Visváder Tamás, Hevesi Kriszta, Mardoll, Budavári Fülöp, Dudás Miklós és Havasi Gergő |
| 2.   | Zimány Linda, Bódi Sylvi, Sydney van den Bosch, Pásztor Anna, Somhegyi Krisztián, Győrfi Dániel, Gelencsér Tímea, Kiss Virág, Kozma Dominik és Tápai Szabina |